# Ud

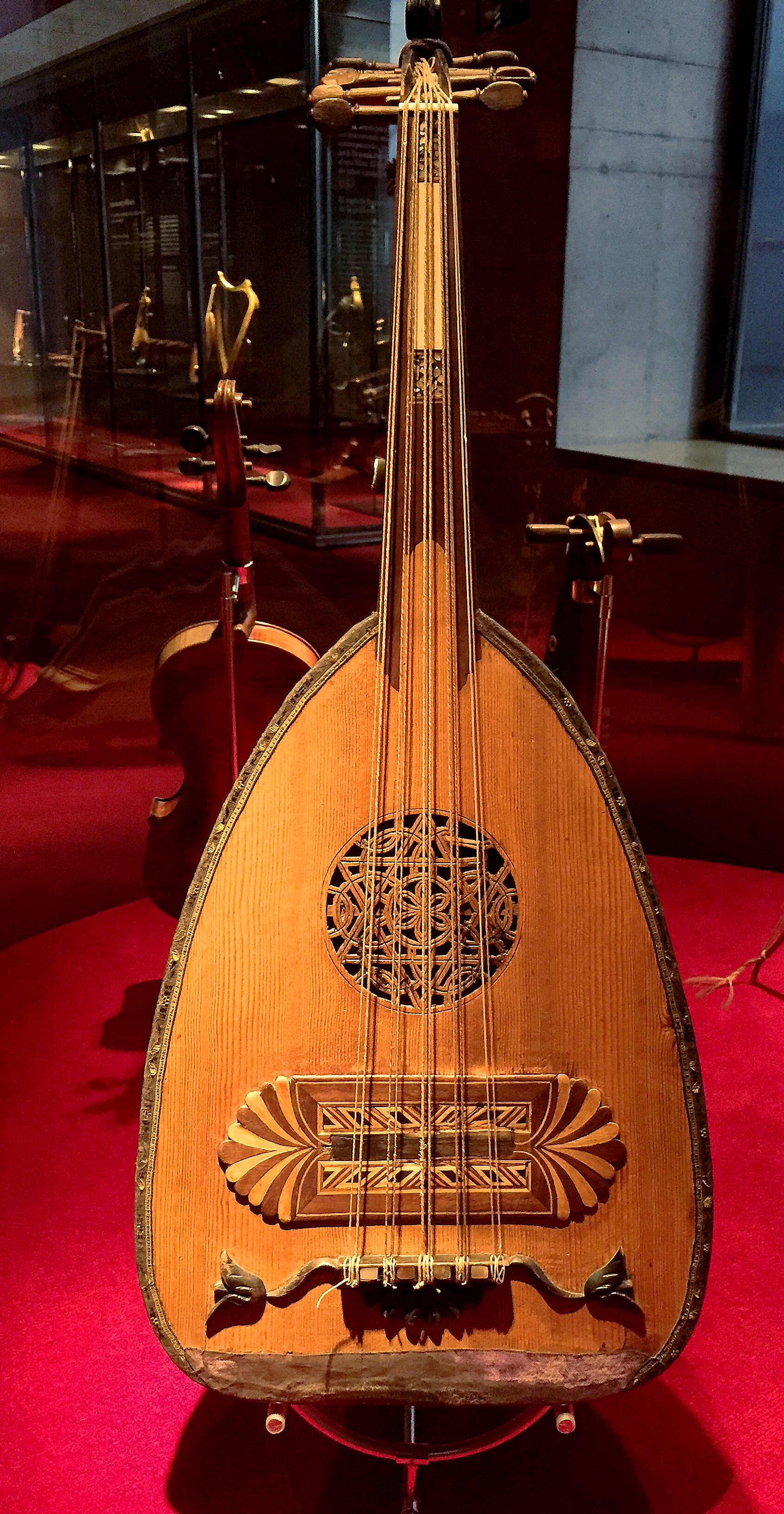
Ud,, fons del Museu de la Música de Barcelona

L'ud (/uːd/; àrab: عود, ʿūd, [ʢuːd], en plural أعواد, aʿwād; armeni: ուդ; siríac: ܥܘܕ, ūd; grec: ούτι, oúti; hebreu: עוּד, ud‎; persa: بربط, barbat; kurd: ûd; turc: ud o ut; àzeri: ud; somali: cuud o kaban) és un cordòfon amb forma de pera utilitzat per àrabs, grecs, turcs, perses, jueus, romans d'Orient, àzeris, armenis i amazics. És un instrument similar al llaüt. L'ud modern i el llaüt europeu parteixen d'un ancestre comú i divergeixen en els seus camins. S'ha suggerit que és un antecessor del barbat. L'ud es distingeix del llaüt per la seva absència de trasts i per un mànec més petit. Juntament amb el llaüt, són considerats avantpassats de la guitarra.

## Etimologia
L'origen del nom ud (i el seu cosí etimològic, llaüt) és incert. L'àrab عود, ʿūd, literalment significa ‘peça prima de la fusta’, similar a la forma de la palla. Pot referir-se al plectre de fusta utilitzat tradicionalment per tocar l'ud, a les tires primes de la fusta utilitzada pel darrere, o a la tapa harmònica de fusta que el va distingir d'altres instruments similars que utilitzaven la pell.
La recerca feta per Eckhard Neubauer suggereix que ud senzillament pot ser un préstec del persa rōd o rūd, que significa ‘corda’, ‘cordòfon’ o ‘llaüt’.
Un altre investigador, el musicòleg Richard J. Dumbrill, suggereix que rud va venir del sànscrit rudrī (‘instrument de corda’) transferit a l'àrab a través d'una llengua semítica.

## Història
L'ud va ser creat durant el principi de l'era faraònica, i segons Farabi, l'ud va ser inventat per Lamech, el sisè net d'Adam. Tanmateix, no hi ha cap base històrica per a tals llegendes.
La iconografia més antiga que existeix de l'ud és de fa 5.000 anys, en un segell cilíndric del període Uruk a Síria del nord, Mesopotàmia. Adquirit per Dominique Collon, l'objecte es troba actualment al Museu britànic.

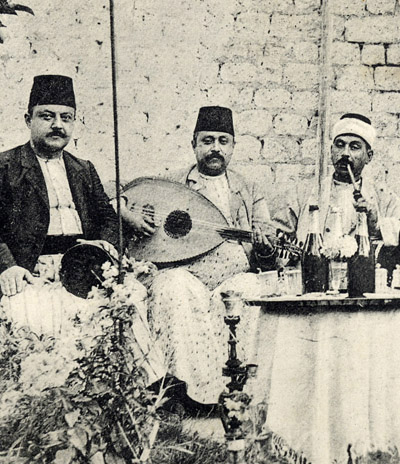
Músics sirians d'Alep amb un ud, ca. 1915.

Els pobles turcs van tenir un instrument similar anomenat kopuz. A aquest instrument se li van atribuir poders màgics, era utilitzat pels militars durant les guerres. Això es troba escrit a les inscripcions del monument Göktürk. La banda militar va ser utilitzada per altres estats turcs i més tard per europeus.
L'ud té una tradició particularment llarga a Iraq, on un refrany diu que "a la seva música rau l'ànima del país". Un jurista del segle ix de Bagdad va elogiar els poders guaridors de l'instrument, i l'escriptor del segle xix Muhammad Shihab el va relacionar amb l'"equilibri del temperament" dient que "calmava i revifava el cor". Ziryab va ser un dels primers a afegir una cinquena corda a l'ud, entre 822 i 852.
Després de la invasió d'Iraq i l'enderrocament del règim secular Ba'athist de 2003, el fervor creixent de militants islàmics que consideren pecat (sinful) la música secular va forçar molts intèrprets de l'ud a amagar-se o exiliar-se.

## Tipus

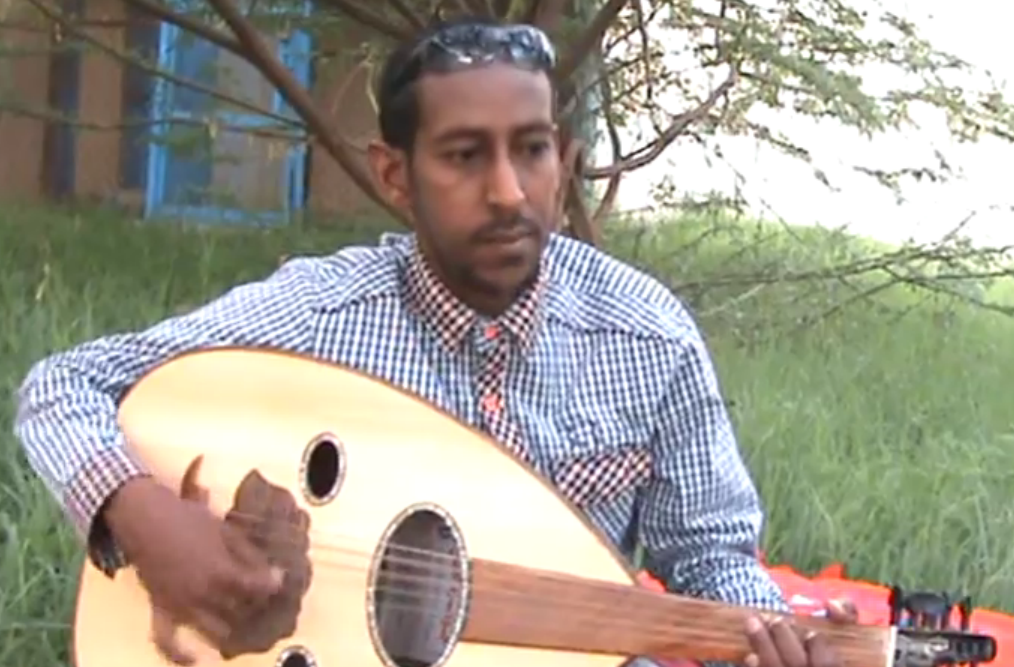
Intèrpret somalí de l'ud, Nuruddin Ali Amaan.

Actualment hi ha dos tipus d'ud: l'àrab i el turc. Els uds turcs també es poden trobar a Grècia i ocasionalment a altres parts de la Mediterrània, mentre que els uds àrabs es poden trobar arreu del món àrab. Els uds àrabs, com l'ud iraquià, l'egipci o el siri, s'agrupen normalment sota el terme genèric "ud àrab", per la seva semblança.
Els uds àrabs són normalment més grans que els turcs, produint un so més ple i més profund, mentre que el so de l'ud turc és més tens i cridaner, perquè l'ud turc té una afinació més aguda que l'àrab. Els uds turcs tendeixen a una construcció més lleugera amb una tapa harmònica inacabada. Els uds àrabs tenen una longitud d'entre 61 i 62 centímetres en comparació als 58.5 centímetres dels turcs.